# Panfilo di Anfipoli
Panfilo di Anfipoli (in greco antico: Πάμϕιλος?, Pamphĭlus; Anfipoli, ... – IV secolo a.C.) è stato un pittore greco antico attivo tra il 390 e il 340 a.C. Allievo di Eupompo di Sicione, continuò e consolidò la scuola pittorica da quest'ultimo fondata.

## Biografia
Plinio il Vecchio descrive a lungo l'attività di Panfilo (Nat. hist., XXXV, 75; 123), sia al riguardo della sua direzione della scuola pittorica sicionia, sia per quanto riguarda alcune opere da lui dipinte. La scuola di Sicione durava dodici anni, fu frequentata dietro compenso da noti artisti come Pausia e Apelle e, seguendo una tradizione locale particolarmente diffusa a partire da Policleto, vi si tenevano in gran conto discipline come la geometria e l'aritmetica. Grazie alla rigida impostazione accademica dei suoi insegnamenti, riferisce Plinio, lo studio della pittura si diffuse ampiamente tra gli uomini liberi, prima a Sicione, poi in tutta la Grecia.